# Eulamprus quoyii
Eulamprus quoyii är en ödleart som beskrevs av Jean René Constant Quoy och Joseph Paul Gaimard 1824. Eulamprus quoyii ingår i släktet Eulamprus och familjen skinkar. Inga underarter finns listade i Catalogue of Life.